# Chorothyse hirtipes
Chorothyse hirtipes är en skalbaggsart som beskrevs av Karl Adlbauer 2001. Chorothyse hirtipes ingår i släktet Chorothyse och familjen långhorningar. Inga underarter finns listade i Catalogue of Life.